# Kebumen (Kebumen)
Kebumen is een bestuurslaag in het regentschap Kebumen van de provincie Midden-Java, Indonesië. Kebumen telt 7952 inwoners (volkstelling 2010).